# Соррилья, Америко
Америко Сорри́лья Ро́хас (исп. Américo Zorrilla Rojas; 22 февраля 1910 года, Сантьяго, Чили — 20 августа 1992 года, там же) — чилийский техник-график, профсоюзный и политический деятель. Министр финансов Чили в правительстве Сальвадора Альенде (1970—1972). Член Коммунистической партии Чили.

## Биография
Его родителями были Рамон Соррилья и Бенинья Рохас.
По профессии рабочий-печатник. Работал с четырнадцати лет в типографской мастерской своего отца. Позже он специализировался как линотипист и, пройдя различные полиграфические специальности, занимал руководящие должности в нескольких компаниях.
Он работал в нескольких типографиях в Сантьяго, а затем в Вальпараисо. Он стал руководителем мастерских в издательствах Gutenberg и Editorial Universitaria.
Участвовал в профсоюзном движении, в 1932—1938 годах был одним из руководителей профсоюза печатников. В 1932 году вступил в Коммунистическую партию Чили (КПЧ). В 1938 году он взял на себя управление типографией КПЧ в качестве директора издательства «Антарес», основанного в том же году. В 1940—1947 годах он стал управляющим того же предприятия, включая издательство центрального органа партии, газеты «Сигло».
Затем он отбыл в Мелинку и Путре. Занимал различные должности в руководстве партии, в основном на финансовом фронте. Так, с 1948 года он возглавлял отделы пропаганды, финансов и оргработы ЦК КПЧ. В 1958 году избран в состав Центрального комитета КПЧ. В 1962—1970 — член Секретариата, в 1969—1970 — Политкомиссии ЦК КПЧ.
Когда по итогам выборов к власти пришла левая коалиция «Народное единство», он в ноябре 1970 года был назначен министром финансов в правительстве президента Сальвадора Альенде. Он проводил политику крупных социальных расходов. Однако по мере проявления последствий инфляции и дефицита 17 июня 1972 года на министерском посту его сменил Орландо Миллас.
С 1972 года вновь был членом Секретариата, с 1973 — Политкомиссии ЦК КПЧ. После ультраправого военного переворота 1973 года был арестован и позже отправлен в изгнание в Москву. В СССР был награждён орденом Дружбы народов (1980).
С началом процесса возвращения к демократии вернулся на родину, попутно уйдя из активной политики.
Женатый на Доре Альварес, он был отцом двух дочерей.